# Willard Isaac Musser
Willard Isaac Musser (Mohnton, 2 februari 1913 – Clayton, 24 juni 2003) was een Amerikaans componist, muziekpedagoog, dirigent en trompettist.

## Levensloop
Musser leerde al vroeg de trompet te bespelen en was lid van het schoolharmonieorkest. Hij studeerde vanaf 1934 aan de Ithaca College School of Music in Ithaca en behaalde aldaar zijn Bachelor of Science en in 1940 zijn Master of Music. Hij studeerde verder aan het Albright College in Reading en aan de Temple University in Philadelphia.
Hij werd als trompettist lid van de "Ringold Band" in Pennsylvania en speelde met deze band bij het laatste optreden van de marskoning en dirigent John Philip Sousa. Hij was eveneens trompettist in verschillende symfonieorkesten in en rond Atlantic City en speelde zes seizoenen onder leiding van Hans Kindle en twee seizoenen onder Saul Caston. Veel van zijn technische vakbekwaamheid kreeg hij door studies met leden van het Philadelphia Orchestra. 
Van 1942 tot 1945 was hij muziekleraar in diverse scholen in Reading (Pennsylvania). Vervolgens werd hij docent aan de West Winfield High School en een jaar later dirigent van het harmonieorkest aan de Pleasant High School in Schenectady. In 1953 werd hij docent en directeur van de harmonieorkesten aan het Hartwick College in Oneonta. Drie jaar later werd hij hoogleraar aan de Crane School of Music van de State University of New York (SUNY) in Potsdam. Aldaar richtte hij het Wind Ensemble op, dat door richtinggevende uitvoeringen in de hele Verenigde Staten bekend werd. Sinds 1971 is hij emeritus hoogleraar.
Als gastdirigent werkte hij in België, Zwitserland, Frankrijk, Italië, Duitsland, Oostenrijk, Canada en in het Verenigd Koninkrijk. Hij werd uitgenodigd een opname met een Hongaars harmonieorkest bij Radio Boedapest te maken en vervolgens te presenteren. Hij was eerst tweede voorzitter en later voorzitter van de "New York School Music Association". Hij was lid van de "Music Educators National Conference" (MENC), de "College Band Directors National Association" (CBDNA) en de "National Band Association" (NBA). Musser werd onderscheiden met de "Louis Sudler Award of Merit" van de "John Philip Sousa Foundation". 
Hij was gehuwd met de dirigente en trompettiste Gloria Hvizdos Musser.

## Composities

### Werken voor harmonieorkest
- 1950 Mid Century, mars
- 1958 Arabesque
- 1977 Globil
- March St. Lawrence, samen met: Gloria Hvizdos Musser
- Moods in Brass, voor kornet-trio en harmonieorkest
- Principles for Trumpet, voor trompet en harmonieorkest
- The New Era, mars

### Kamermuziek
- Four Island Phantasies, voor eufonium en piano (samen met: James Bittinger en Donald Wittekind)

### Pedagogische werken
- General Music, 4 vols. methode voor schoolharmonieorkest
- International Method for Band  (samen met: Gloria Hvizdos Musser)

## Publicaties
- samen met: Frederic Fay Swift: All About Music - A comprehensive text based on extracts from General Music, Bell Win, Rockville Centre, N. Y., 1960. 192 p.